# Kolleg Marijampolė

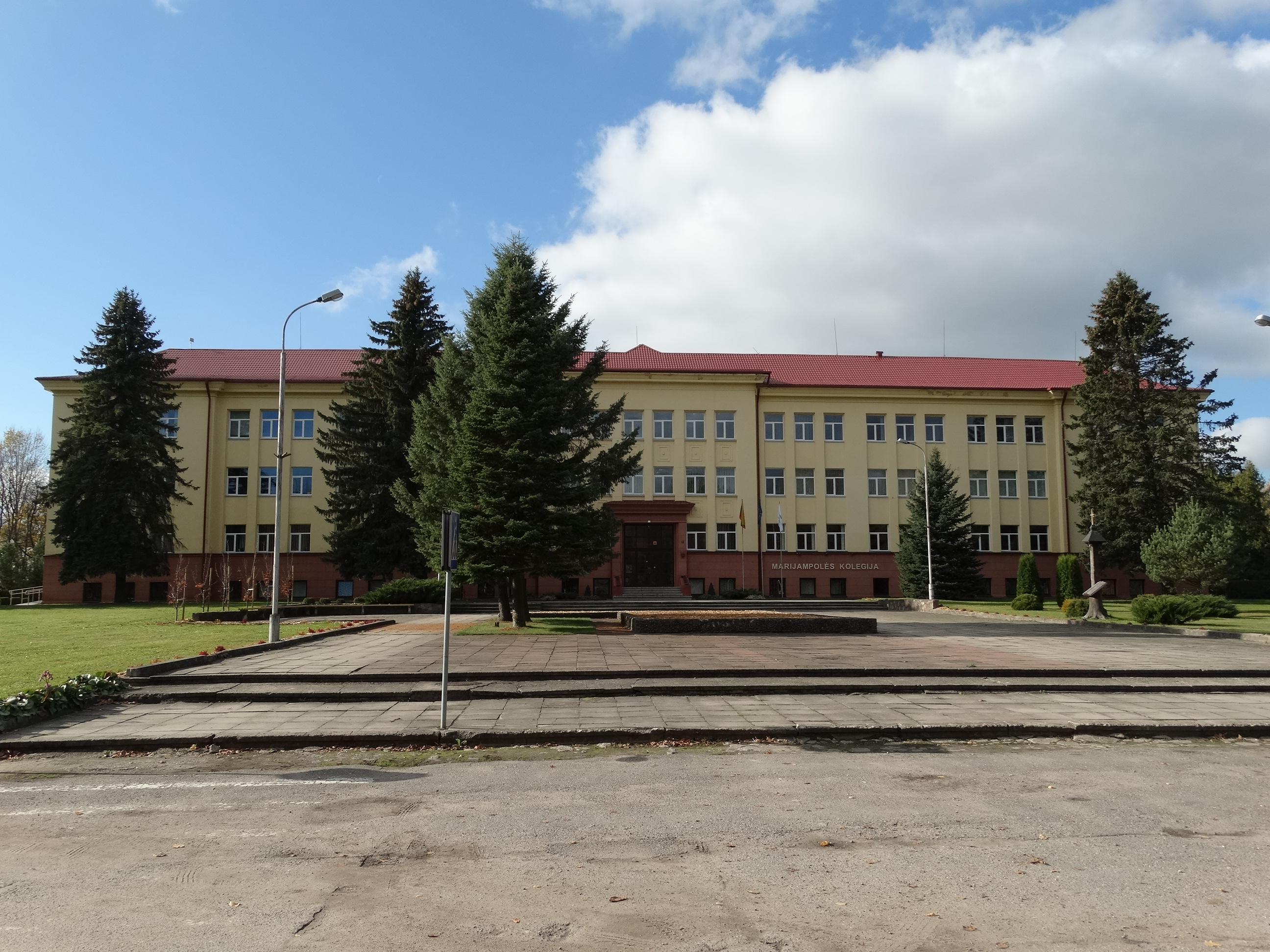
Gebäude

Das Kolleg Marijampolė (lit. Marijampolės kolegija) ist eine staatliche Hochschule in Marijampolė (Litauen). Das Studium dauert am Kolleg 3–4 Jahre.

## Geschichte
1919 wurde das Lehrerseminar Marijampolė und 1926 die Agrarschule Kvietiškis (žemesnioji žemės ūkio mokykla), das spätere Technikum, gegründet. 1952 wurde das Seminar zur Pädagogischen Schule Marijampolė. Von 1966 bis 1968 wurde die Schule erweitert; es gab 800 Schüler und etwa 80 bis 85 Lehrer. 1983 wurde eine Abteilung in Kaunas gegründet. Seit September 2001 wurde die höhere pädagogische Schule zu einer Fakultät des Kollegs. 2011 gab es 1.500 Studenten. 2013 betrug das Budget über 2 Mio. Euro. Im September 2014 gab es 64 Vollstellen von Lehrkräften und es waren 172 Mitarbeiter beschäftigt, darunter 149 Lehrer (99 Personen davon arbeiteten im Hauptjob).
In Kvietiškis plant man, 2020 eine Studentenstadt zu errichten.

## Struktur
- Fakultät für Wirtschaft und Technologien
- Fakultät für Edukologie und Sozialarbeit

## Leitung
- 2001–2011: Sigitas Valančius (* 1957), Ingenieur-Mechaniker, Edukologie-Magister
- 2011–2019: Dr. Vaidotas Viliūnas (* 1956), Direktor, Dozent
- Seit 2019: Alė Murauskienė,  Direktorin, Lektorin, MRU-Doktorandin

## Absolventen
Absolventen nach dem Geburtsdatum:
- Edvardas Prichodskis (1936–2012), Kommunalpolitiker, Leiter und Ehrenbürger von Jonava
- Albinas Mitrulevičius (* 1953), Politiker, Seimas-Mitglied
- Antanas Burinskas (* 1965), Politiker,  Vizeminister für Soziales/Arbeit und Bürgermeister von Kalvarija
- Orinta Leiputė (* 1973), Politikerin, Seimas-Mitglied, Parlamentsvizepräsidentin
- Vaida Giraitytė (* 1983), Politikerin, Seimas-Mitglied
- Ramūnas Burokas (* 1985), Politiker, Vizeminister der  Wirtschaft
- Karolis Podolskis (* 1985), Politiker,  Mitglied des Seimas
- Povilas Isoda (* 1988), Politiker, Bürgermeister von Marijampolė